# ABC-CLIO
ABC-CLIO ist ein US-amerikanischer Wissenschaftsverlag mit Sitz in Santa Barbara, Kalifornien. Er wurde 1953 vom deutschen Emigranten Eric Boehm gegründet und ist auf die Veröffentlichung von geschichts- und sozialwissenschaftlichen Nachschlagewerken spezialisiert. Der Verlag trug ursprünglich den Namen American Bibliographic Company. Derzeitiger CEO ist Ron Boehm. Zum Verlagsprogramm gehören Bücher, Datenbanken und Fachzeitschriften, bis 2007 auch die renommierten Historical Abstracts (heute bei EBSCO Information Services).
Die Onlineangebote des Verlages gewannen u. a. die Dartmouth Medal, CODiE Awards und Bessie Awards.

## Imprints
- ABC-CLIO/Greenwood Press
- Praeger
- Libraries Unlimited/Linworth

## Zeitschriften
- Library Media Connection
- School Library Monthly
- Journal of the West